# Pryteria costata
Pryteria costata là một loài bướm đêm thuộc phân họ Arctiinae, họ Erebidae.